# Pholiotina parvula
Pholiotina parvula är en svampart som tillhör divisionen basidiesvampar, och som först beskrevs av Døssing och Watling, och fick sitt nu gällande namn av Marcel Bon. Pholiotina parvula ingår i släktet Pholiotina, och familjen Bolbitiaceae. Arten har ej påträffats i Sverige.